# Милица Миркуловска
Милица Миркуловска (на македонска литературна норма: Милица Миркуловска) е езиковедка, полонистка и македонистка от Северна Македония.

## Биография
Родена е на 6 октомври 1965 година в Скопие, столицата на Социалистическа република Македония в семейството на Бистрица Миркуловска и Панче Миркуловски от Тетово. Преподава полски език и ръководи полонистиката в Скопския университет. Авторка е на много научни трудове от областта на синтаксиса на полския език и на македонската книжовна норма. Пише и върху конфронтативния метод в чуждоезиковото обучение. Съставител е на „Принос към библиографията на македонския език 2“ (2002) и „Принос към библиографията на македонския език 2“ (2006).